# 프랑스령 인도차이나의 국기

통킹과 안남의 식민지기

프랑스령 인도차이나의 식민지기는 프랑스령 인도차이나의 깃발들을 말하며, 대부분 위쪽에 프랑스의 식민지를 뜻하는 프랑스의 국기가 그려져 있다. 이 깃발들의 뜻은 프랑스의 야망이던 '동아시아 제국'을 뜻한다. 영국의 인도를 대적하기 위한 국기이다. 통킹과 안남지역의 식민지기는 바탕은 노란색이다. 

## 같이 보기
- 베트남의 국기
- 프랑스 식민제국 기 목록